# Право на рад
Право на рад је концепт да људи имају људско право на рад или бављење продуктивним запослењем и не могу бити спречити у томе. Право на рад утврђено је Универзалном декларацијом о људским правима и признато је у међународном закону о људским правима укључивањем у Међународни пакт о економским, социјалним и културним правима, где право на рад наглашава економски, социјални и културни развој. 